# Insigne de combat des mouilleurs de mines, chasseurs de sous-marins et escorteurs
L'insigne de combat des mouilleurs de mines, chasseurs de sous-marins et escorteurs, (en allemand, Kriegsabzeichen für Minensuch-, U-Boot-Jagd- und Sicherungsverbände), est une décoration militaire allemande du Troisième Reich. Elle fut créée le 31 août 1940 par l'amiral Raeder pour récompenser les personnels des mouilleurs de mines, chasseurs de sous-marins et escorteurs.

## Attribution
L'obtention de cet insigne était soumise aux conditions suivantes :
- Avoir participé à au moins 3 missions opérationnelles sur un des types de bâtiments concernés.
- Ou avoir été blessé lors d'une mission.
- Ou avoir participé à une mission couronnée de succès.
- Ou avoir vu son bateau coulé.
- Ou avoir effectué 6 mois de service.
- Ou avoir participé à une mission dangereuse de mouillage de mines.
- Ou avoir effectué 25 jours d'escortes.

L'insigne a cessé d'être accordé à la fin du régime nazi en Allemagne en 1945.

## Description
.

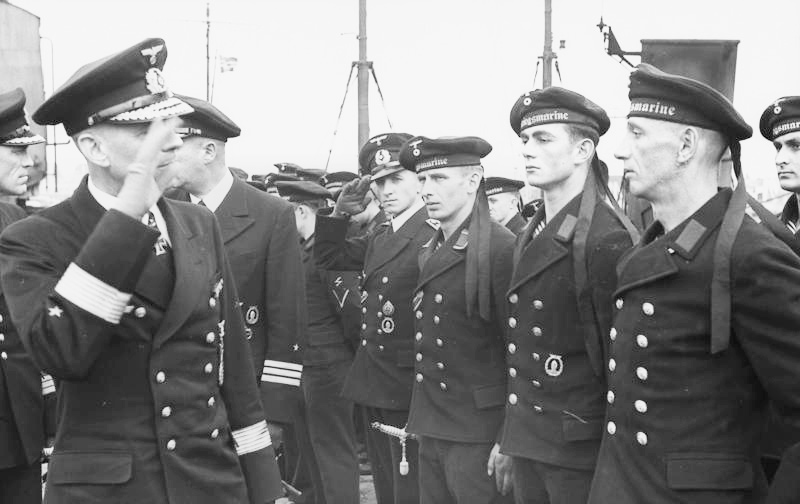
Friedrich Ruge inspectant des marins portant l'insigne de combat des mouilleurs de mines, chasseurs de sous-marins et escorteurs

L'insigne fut réalisé par Otto Placzek de Berlin, qui s'inspira d'un cliché publié dans l'année 1940 dans le Fahrten und Flüge gegen England pour le dessiner.
Il est composé d'une couronne de feuilles de chêne surmontée d'un aigle, ailes déployées et tenant entre ses serres un svastika de petite taille dépassant légèrement de la couronne. L'attache se trouvant en bas de la couronne à l'aspect de deux rubans.
Le motif au centre représente une gerbe d'eau argentée sortant des flots symbolisant l'explosion d'une mine.
Les diplômes d'obtention de cet insigne peuvent prendre différentes formes et comporter ou non les emblèmes nationaux.

## Port
L'insigne devait être porté sur le côté gauche de la vareuse sous la croix de fer, si celle-ci est présente.